# Calliephialtes coxatus
Calliephialtes coxatus är en stekelart som först beskrevs av Smith 1879.  Calliephialtes coxatus ingår i släktet Calliephialtes och familjen brokparasitsteklar. Inga underarter finns listade.